# Vincetoxicum stauntonii
Vincetoxicum stauntonii är en oleanderväxtart som först beskrevs av Decaisne, och fick sitt nu gällande namn av Cheng Yih Wu och D. Z. Li. Vincetoxicum stauntonii ingår i släktet tulkörter, och familjen oleanderväxter. Inga underarter finns listade i Catalogue of Life.